# Lupiac
Lupiac is een gemeente in het Franse departement Gers (regio Occitanie) en telt 312 inwoners (2005).
Dit plaatsje herbergt het D'Artagnanmuseum en maakt deel uit van het arrondissement Mirande.

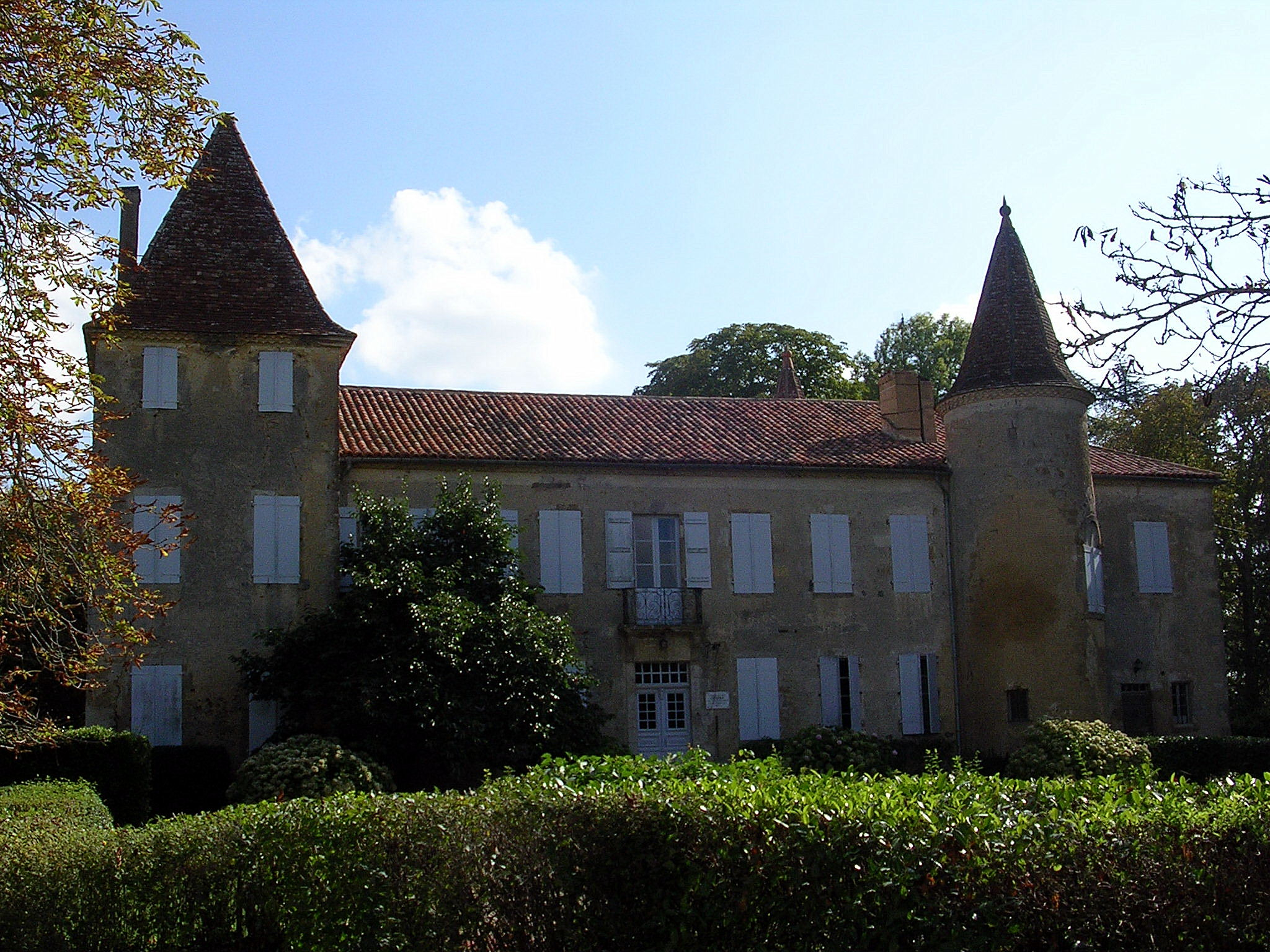
Het kasteel van Castelmore in Lupiac

## Geografie
De oppervlakte van Lupiac bedraagt 35,6 km², de bevolkingsdichtheid is 8,8 inwoners per km².
De onderstaande kaart toont de ligging van Lupiac met de belangrijkste infrastructuur en aangrenzende gemeenten.

## Demografie
Onderstaande figuur toont het verloop van het inwonertal (bron: INSEE-tellingen).